# Topología usual
En Topología (rama de las matemáticas) se emplean muchas topologías (colección de abiertos). Una de las fundamentales y más empleadas es la topología usual.
Es un resultado conocido del Análisis Matemático que todas las normas sobre {\displaystyle \mathbb {R} ^{n}} son equivalentes, esto quiere decir que todas las métricas asociadas a normas de {\displaystyle \mathbb {R} ^{n}} inducen a la misma topología (colección de abiertos), es decir, que todas las normas sobre {\displaystyle \mathbb {R} ^{n}} dan lugar a los mismos abiertos. El conjunto de estos abiertos es una topología y se le conoce como topología usual.
Puntualizar que esto no es extensible a cualquier métrica, sino a las asociadas a las normas. Concretamente se tiene que la topología usual sobre {\displaystyle \mathbb {R} } es la topología inducida por la distancia usual de forma que {\displaystyle \tau _{d_{usual}}=\tau _{usual}}.
Al ser las bolas abiertas para esta distancia los intervalos abiertos y acotados, entonces, se da que en el espacio topológico {\displaystyle (\mathbb {R} ,\tau _{usual})} los abiertos son las uniones arbitrarias de intervalos {\displaystyle x,y} con {\displaystyle x,y\in \mathbb {R} }.
Hay un resultado importante respecto a la topología usual. Al inducir la topología usual sobre un conjunto finito se obtiene la topología discreta. Esto es la topología inducida {\displaystyle \tau _{Y}=\{Y\cap A:A\in \tau \}} con Y el conjunto de los números naturales ℕ.

## Convergencia
Las sucesiones convergentes en {\displaystyle (\mathbb {R} ^{n},\tau _{usual})} convergen a un único punto.
La demostración se basa en que, al ser inducida la topología usual por la distancia usual, {\displaystyle \tau _{d_{usual}}=\tau _{usual}}, se tiene para todo par de puntos x,y de {\displaystyle \mathbb {R} ^{n}}( {\displaystyle x\neq y} ) existen dos abiertos {\displaystyle x\in G_{x},y\in G_{y}} disjuntos ({\displaystyle G_{x}\cap G_{x}=\phi }), luego {\displaystyle (\mathbb {R} ^{n},\tau _{usual})} es un espacio Hausdorff. Y se sabe que en un espacio Hausdorff toda sucesión converge a un único punto. Fin de la demostración.

## Ejemplos
1. Como se ha comentado antes en {\displaystyle (\mathbb {R} ,\tau _{usual})} los abiertos son los intervalos y sus uniones.
2. En {\displaystyle \mathbb {R} ^{n},n\geq 2} se puede considerar la topología usual como la inducida por {\displaystyle d_{1},d_{2},...} y en general por cualquier otra distancia asociada a una norma.
3. Los abiertos son uniones de bolas abiertas.[4]